# Pańćamakara
Pańćamakara (trl. pañcamakāra, z sanskrytu: pańća „pięć”, ma (sylaba) Ma, kara „sylaba” ; dosłownie „pięć M”) – pięć rzeczy nieczystych rytualnie i zakazanych normalnemu wyznawcy hinduizmu, a praktykowanych przez nieortodoksyjne ścieżki tantryczne należące do nurtu wamamarga podczas rytuałów, które często odbywały się na miejscach kremacji, a więc też nieczystych. Członkowie tych grup wierzyli, że poprzez przełamanie tabu społecznych można osiągnąć moce magiczne siddhi i postęp w rozwoju duchowym.
„Pięć M” to:
- madja – alkohol
- mansa – mięso
- mudra – gesty magiczne
- matsja – ryby
- majthuna – stosunek seksualny (często z kobietami z najniższych dźati, a zatem również objęty zakazem)[1].